# Fejervarya sakishimensis
Fejervarya sakishimensis — вид жаб родини Dicroglossidae.

## Етимологія
Видова назва sakishimensis походить від архіпелагу Сакісіма, де поширений вид.

## Поширення
Цей вид поширений на більшості островів на півдні Рюкю в Японії. До них належать Міякодзіма, Ікема, Ірабу, Сімодзі, Куріма і Тарама з групи островів Міяко, а також Ісігакі, Іріомоте, Кохама, Такетомі, Куросіма, Хатерума і Йонагуні з групи островів Яеяма. Має діапазон висот від 5 до 450 м над рівнем моря. Популяції, що присутні на Тарама, Куросімі та Йонагуні, штучно завезені. Цілком можливо, що цей вид є конспецифічним із субпопуляціями «Fejervarya limnocharis» у східному Тайвані, але для з'ясування цих зв'язків необхідно провести більше таксономічної роботи.

## Спосіб життя
Нерест триває з квітня по серпень. Яйця відкладаються в різні стоячі водойми, такі як рисові поля, ставки та дощові калюжі. Ікра прикріплюється до трав'янистих рослин у меншій або більшій кількості. Метаморфоз пуголовків відбувається з травня по серпень.